# Maria Boguszewska (aktorka)
Maria Boguszewska (ps. Maria Ursynowa, zamężna Zamarajew, działała w latach 1877–1919) – polska aktorka teatralna i śpiewaczka.

## Kariera teatralna
Od 1877 r. występowała w zespołach teatrów prowincjonalnych: Józefy Piaseckiej (1877), Piotra Woźniakowskiego (1878), Astolfa Grafczyńskiego (1879), Edwarda Webersfelda (1880), Józefa Kasprowicza (1883), Józefa Puchniewskiego (sez. 1886/1887), Romana Czartoryskiego (1887), Karola Hoffmana i Józefa Głodowskiego (1888), Lucjana Dobrzańskiego i Jana Reckiego (1888), Maurycego Kisielnickiego (1889), Marii Filippi-Jóźwiakowskiej (1890) i Jana Szymborskiego (sez. 1890-1891), a także w warszawskich teatrach ogródkowych: „Belle Vue”, „Nowy Świat” i „Alhambra”. Przez krótki okres w 1881 r. występował w teatrze lwowskim. W 1892 r. wystąpiła gościnnie w teatrze łódzkim. Informacje dotyczące lat 1877, 1880 i 1881 są określane jako niepewne. Po zamążpójściu (1892) na jakiś czas opuściła scenę. W 1919 r. była aktorką Warszawskiego Teatru Dramatycznego w Wielkim Księstwie Poznańskim. Wystąpiła m.in. w rolach: Olimpii (Nad przepaścią), Anny (Żona papy), Anieli (Zły duch), Księżnej Golesco (Zemsta nietoperza), Wandy (Grube ryby), Marii (Rewizor), Antoniny (Starzy kawalerowie) i Motruny (Chata za wsią).

## Życie prywatne
W 1892 r. wyszła za mąż za literata i działacza teatralnego Jana Ursyna Zamarajewa.